# 1978년 뉴욕 영화 비평가 협회상
제44회 뉴욕 영화 비평가 협회상은 1978년 영화를 대상으로 하는 시상식이다.

## 수상 및 후보

### 작품상
- 디어 헌터

### 감독상
- 천국의 나날들 - 테렌스 맬릭 수상

### 각본상
- 독신녀 에리카 - 폴 마줄스키 수상

### 여우주연상
- 가을 소나타 - 잉그리드 버그만 수상

### 남우주연상
- 귀향 - 존 보이트 수상

### 여우조연상
- 인테리어 - 모린 스태플튼 수상

### 남우조연상
- 디어 헌터 - 크리스토퍼 월켄 수상

### 외국영화상
- Pane e ciocolata